# 李章
李章（1479年—？年），字民俊，四川重慶府長壽縣人，民籍。

## 生平
七月二十八日生，行八，治《書經》，由國子生中式四川鄉試第七十七名舉人，年四十三歲中式正德十六年辛巳科會試中式第一百七十四名，第三甲第二十名進士。历官房县知县、荆州府同知。

## 家族
曾祖李必文；祖李華；父李岳，侍讀；母楊氏。永感下，妻簡氏，繼妻楊氏；兄珍；珤；國；固；盛。